# Иероним Кардийский
Иерони́м Карди́йский (др.-греч. Ἱερώνυμος ὁ Καρδιανός) — древнегреческий государственный деятель и историк, современник Александра Македонского и войн диадохов.

## Биография
Родился в Кардии, был земляком и другом одного из диадохов — Эвмена. По предположению Феликса Якоби при жизни Александра работал в канцелярии македонского царя (которую возглавлял Эвмен), что объясняет его доступ к государственным архивам. Принимал участие в походе Александра против державы Ахеменидов. Вероятно, Иероним присутствовал в Вавилоне при кончине великого завоевателя в 323 году до н. э. и именно ему принадлежит использованное Диодором Сицилийским подробное описание величественной похоронной процессии, которая должна была доставить тело царя в Александрию.
После смерти Александра Иероним последовал за Эвменом, получившим от регента Пердикки в управление Каппадокию и Пафлагонию (фактически ещё не завоёванные). В разгоревшемся вскоре конфликте диадохов Пердикка был убит, а главным противником Эвмена стал Антигон Одноглазый. Вынужденный отступить, запереться с небольшими силами в неприступной крепости Нора и выдерживать длительную осаду (320—319 годы до н. э.), Эвмен направил посольство во главе с Иеронимом к новому регенту Антипатру, «чтобы обсудить условия капитуляции». Однако Антигон, вынашивавший планы захвата верховной власти и овладевший большей частью азиатских сатрапий империи Александра, после смерти Антипатра внезапно решил примириться с Эвменом. Призвав к себе Иеронима, он сначала попытался привлечь его к себе «дорогими подарками», а затем отправил в качестве посланника к Эвмену, призывая того стать «другом и союзником».
Эвмен же после удачного отступления из Норы получил поддержку от нового правителя Македонии Полиперхона и возобновил борьбу. Иероним принимал участие в решающей битве с Антигоном при Габиене (316 год до н. э.), в которой был ранен и взят в плен. Эвмен тоже попал в плен и был убит, а Иероним, очевидно, перешёл на службу к Антигону: Диодор Сицилийский сообщает, что Антигон поручил ему надзор за добычей асфальта на Мёртвом море в качестве источника доходов казны. Однако организовать добычу не удалось из-за нападений набатеев. Иероним участвовал в битве при Ипсе (301 год до н. э.), после гибели Антигона Одноглазого в которой продолжил служить Антигонидам.
В 293 году до н. э. после приведения к покорности восставших против македонского владычества Фив сын Антигона Одноглазого Деметрий Полиоркет назначил Иеронима гармостом (правителем) Беотии. После того, как Деметрий под натиском Лисимаха и Пирра покинул Македонию, Иероним поддерживал его сына Антигона Гоната, боровшегося за отцовский престол, и дождался его окончательного воцарения. Последние годы провёл при царском дворе, где, по-видимому, и написал свои труды. Лукиан Самосатский со ссылкой на несохранившийся труд Агатархида сообщает, что Иероним Кардийский дожил до 104 лет, причём «до последнего дня своего оставался живым собеседником, сохранил остроту всех чувств и безукоризненное здоровье».

## Труды
Произведения Иеронима Кардийского дошли до нас только в передаче других источников. Точные названия его работ остаются неизвестными, хотя уже в древности было принято выделять так называемую «Историю диадохов» и «Трактат об эпигонах», в основу которых легли не только личный опыт и авторское свидетельство многих событий, но и материалы ценнейших документов, рассказы современников. Суда называет его труд «Историей после Александра».
Достоверно известно, что произведения Иеронима Кардийского стали главным источником для целого ряда авторов, описавших период войн диадохов: Диодора Сицилийского («Историческая библиотека»), Аппиана («Сирийские дела» и «Митридатовы войны»), Плутарха (жизнеописания Деметрия, Эвмена и Пирра), Арриана («О событиях после Александра»). Вероятно, информацию из его трудов также заимствовали Павсаний и Помпей Трог. Наследие Иеронима настолько значительно, что на сегодня именно оно главным образом формирует общее представление об эпохе раннего эллинизма.
«Британника» отмечает, что Иероним Кардийский использовал официальные документы и был аккуратен с фактами. Его труды отличал и высокий научный уровень, и прагматичный подход к написанию истории, характеризовавшийся последовательностью и взвешенностью изложения. Однако Павсаний упрекает Иеронима в том, что он «писал под влиянием чувства ненависти ко всем царям, кроме Антигона», которого «не по заслугам» восхвалял. Предвзятость же по отношению к Лисимаху Павсаний объясняет тем, что Лисимах разрушил родную Иерониму Кардию.
По-видимому, Иероним Кардийский был первым греческим историком, который затронул тему истории Рима, к тому времени ещё не распространившего свою власть за пределы Италии. Кроме того, в его трудах впервые встречается термин «галаты» (др.-греч. Γαλάται) применительно к кельтам, вторгшимся на Балканский полуостров и в Малую Азию.

## В художественной литературе
- Персонаж романа Л. Р. Вершинина «Лихолетье Ойкумены» (1998).